# نايسفيل
نايسفيل (بالإنجليزية: Niceville)‏ هي مدينة أمريكية تقع في ولاية فلوريدا. تبلغ مساحة هذه المدينة 29.4 (كم²)،ويبلغ عدد سكانها 11,684 نسمة حسب إحصاء سنة 2010. تشير إحصاءات سنة 2000م بأن الكثافة السكانية في هذه المدينة تقدر بـ(397.4) نسمة/كم2